# Iwona Maria Pieńkawa

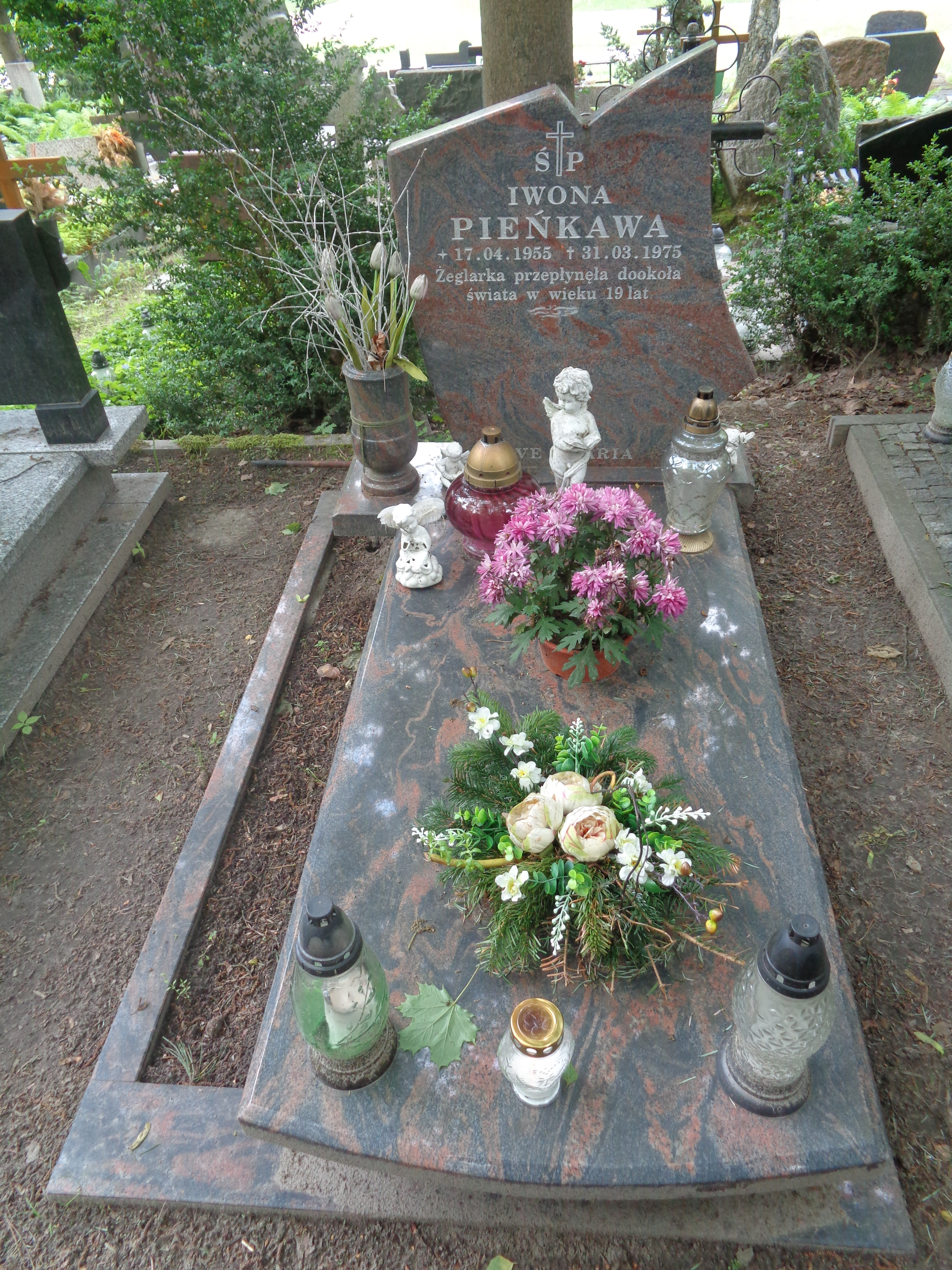
Grób Iwony Pieńkawy na Cmentarzu Srebrzysko w Gdańsku

Iwona Maria Pieńkawa (ur. 17 kwietnia 1955 w Warszawie, zm. 31 marca 1975 pod Nidzicą) – polska żeglarka, uczestniczka regat okołoziemskich, pierwsza Polka, która opłynęła przylądek Horn.

## Życiorys
Żeglarstwem zainteresował ją ojciec Zdzisław. Sport zaczęła uprawiać w wieku 8 lat. Startowała w regatach w klasie „Cadet” i „Finn”, należała do kadry regatowej okręgu. W rejsie do NRD płynęła jako drugi oficer.  W wieku 16 lat uzyskała patent sternika jachtowego, w wieku 18 – stopień sternika morskiego. Skończyła IX Liceum Ogólnokształcące w Gdańsku. W 1973 zaczęła studia na Wydziale Architektury Politechniki Gdańskiej. Na pierwszym roku studiów wzięła urlop dziekański w celu uczestnictwa w okołoziemskich regatach Whitbread Round The World Race (dziś Volvo Ocean Race). W dniu 25 sierpnia 1973 wypłynęła z Gdańska na pokładzie SY „Otago” (jachtu zbudowanego w 1959 i nazwanego tak na cześć barku, którym dowodził Joseph Conrad) jako jedyna kobieta w załodze. Jednym z załogantów był Zygmunt Choreń. Kapitanem statku był Zdzisław Pieńkawa, ale to jego córka była inicjatorką udziału w regatach. Miejscem startu i mety było miasto Portsmouth. Pieńkawa była jedną z trzech kobiet uczestniczących w regatach. Podczas chrztu równikowego 5 października 1973 otrzymała imię Latająca ryba. W dniu 5 lutego 1974 „Otago”, jako piąty polski jacht w historii, opłynął Przylądek Horn. Pieńkawa była pierwszą i najmłodszą Polką, która tego dokonała. Rejs zaczął się 8 września 1973, a zakończył 24 kwietnia 1974. Załoga „Otago” zajęła 13. miejsce. Na jachcie Pieńkawa pełniła funkcję kuka. Dużo czytała. Prowadziła dziennik z podróży, na podstawie którego po powrocie z rejsu napisała książkę. W Gdańsku załoga pojawiła się 16 maja 1974, a następnego dnia urządzono jej oficjalne powitanie na Motławie. W ratuszu miejskim odbyła się konferencja prasowa, a osobom uczestniczącym w rejsie wręczono odznaczenia.
W 1974 z 36 tys. mil morskim na koncie wstąpiła do Bractwa Kaphornowców. Udzielała wywiadów dla prasy, spotykała się z młodzieżą w szkołach, opowiadała o regatach. Szykowała się do egzaminu kapitańskiego. Zdążyła poprawić przygotowaną do druku książkę Otago, Otago, na zdrowie!. Książka została opublikowana w 1975 i doczekała się kilku wydań.
Iwona Pieńkawa zginęła w wypadku samochodowym pod Nidzicą krótko przed 20. urodzinami. Została pochowana na cmentarzu Srebrzysko w Gdańsku (rejon IV, taras IV, rząd 1a-16).

## Upamiętnienie
W dniu 15 września 1976 w rejs dookoła świata wyruszył kapitan Dominik Dzimitrowicz. Płynął na jachcie s/y „Iwona Pieńkawa”, którego był właścicielem. Planował opłynąć świat bez zawijania do jakiegokolwiek portu. Wodowanie odbyło się z udziałem Marii Pieńkawy, matki Iwony Pieńkawy, która została matką chrzestną jachtu. Dzimitrowiczowi nie udało się zrealizować planu.